# Agostino Ricci (Astronom)

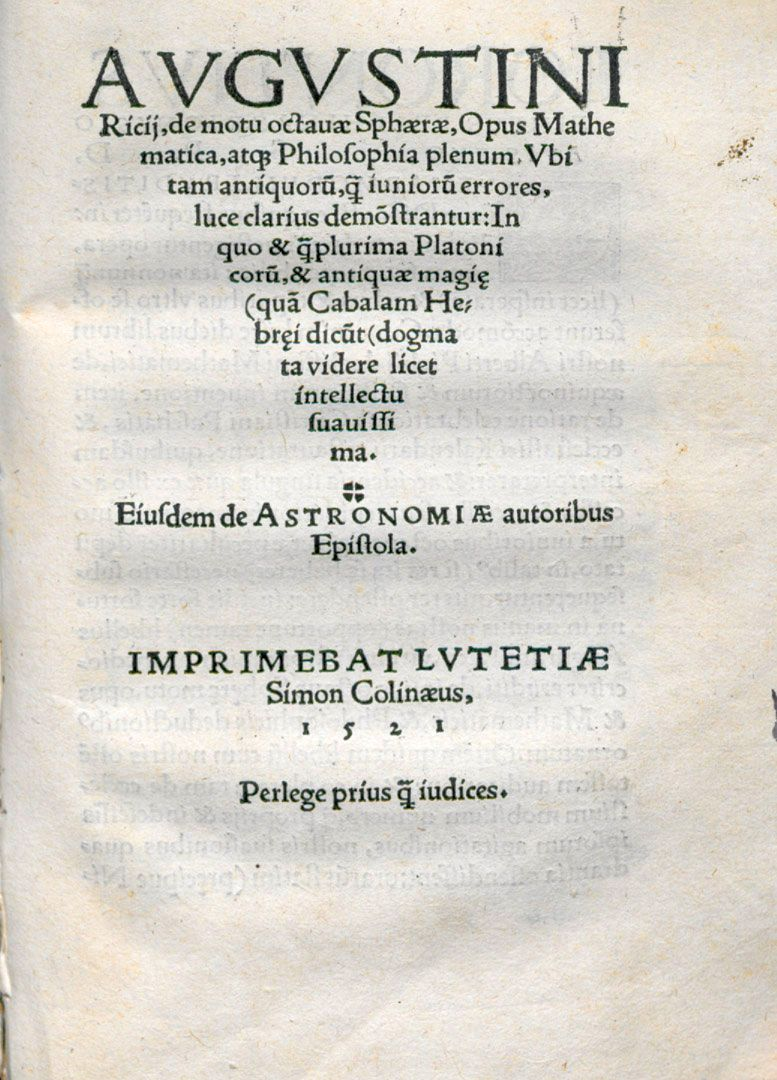
Agostino Ricci, Titelblatt von De motu octavae sphaerae (1521)

Agostino Ricci, lateinisch Augustinus Riccius, war ein italienischer Astronom des 16. Jahrhunderts.
Er war jüdischer Abstammung und Schüler des jüdischen Astronomen Abraham Zacuto, konvertierte aber später zum Christentum. In Italien begegnete er nach 1511 dem deutschen Gelehrten Agrippa von Nettesheim, dessen Interesse für die Kabbala und die hermetischen Wissenschaften er teilte.
Sein bekanntestes Werk ist De motu octaue sphere („Über die Bewegung der achten Sphäre“). Das Werk erschien 1513 in lateinischer Sprache und abermals 1521 in Paris.
Der Mondkrater Riccius ist nach ihm und dem jesuitischen Gelehrten Matteo Ricci benannt.